# Gaby Ocete
Gaby Ocete (Palma de Mallorca, Islas Baleares, 6 de mayo de 1988) es una baloncestista española que juega en el Azul Marino Mallorca ( C. B. Sant Josep ) de la Liga Femenina 2 de Baloncesto de España. Mide 1,70m y su posición es la de base.

## Biografía
Es considerada una de las mejores bases de la liga femenina. Empezó a jugar al baloncesto a los 8 años. Formada en las categorías inferiores de CTEIB y Club San José Obrero, debutó en Liga Femenina a los 18 años con Rivas futura donde estuvo una temporada. La siguiente temporada se incorporó al Joventut Mariana en Liga Femenina 2 donde consiguió el ascenso a Liga Femenina. Estuvo 5 años en Sóller y marchó a Francia una temporada en el Tarbes donde también debutó en Eurocup. En 2014 vuelve a España tras fichar por Rivas Ecópolis donde además de jugar en Euroleague ganó el título de Liga Femenina. En 2015 fue campeona de Paraguay con el Sol de América y se incorcorporó en septiembre al Mann Filter Zaragoza. Desde el verano de 2016 juega en el IDK Gipuzkoa. Esta temporada logra una histórica clasificación a Playoffs tras un espectacular final de temporada.En 2017 anuncia su vuelta a Zaragoza.En 2018 fue la mayor asistente de la Liga Femenina de Baloncesto de España quedando con su equipo en tercera posición de la liga regular y llegando hasta la semifinal de los Play-offs por el título. La temporada 18/19 jugará en el Club Baloncesto Al-Qázeres. 
Ha jugado en cuatro países distintos (España, Francia, Ecuador y Paraguay) 
Ha sido internacional en las categorías inferiores de la selección española, (sub-16, sub-18, sub-19 y sub-20) donde ha conseguido ganar los europeos sub-16 y sub-18. En el Europeo sub-20 fue elegida mejor base de la competición.

## Trayectoria
- 2005-06  Club Deportivo Jovent (Nacex Jovent). Liga Femenina 2
- 2006-07  Deportivo Covibar (Rivas Futura). Liga Femenina
- 2007-08  Joventut Mariana, C.B (Cop Crespi - Joventut Mariana). Liga Femenina 2
- 2008-09  Joventut Mariana, C.B  (Soller Joventut Mariana). Liga Femenina
- 2009-10  Juventud Mariana, C.B  (Sóller Juventud Mariana) Liga Femenina
- 2010-11  Juventud Mariana, C.B  (Sóller Bon Día!). Liga Femenina
- 2011-12  Joventut Mariana, C.B. Sóller Bon Día!). Liga Femenina
- 2012   Santa María-USFQ. Liga ecuatoriana
- 2012-13  Tarbes Gespe Bigorre. Liga Francesa
- 2013-14  Rivas Ecópolis. Liga Femenina
- 2014-15  Rivas Ecópolis. Liga Femenina
- 2015  Sol de América
- 2015-16 Stadium Casablanca Liga Femenina
- 2016-17  IDK Gipuzkoa. Liga Femenina
- 2017  Olimpia
- 2017-18 Stadium Casablanca Liga Femenina
- 2018-19 Club Baloncesto Al-Qázeres Liga Femenina
- 2019-20 Lointek Gernika Bizkaia Liga Femenina

## Palmarés

### Clubes
- MVP Liga Ecuatoriana (1): 2012
- Challenge Round (1): 2013
- Liga Femenina (1): 2014
- Trofeo Metropolitano (1): 2015.
- Trofeo Apertura (1): 2017

### Selección española
- Medalla de Oro en Europeo sub-16 de 2004.
- Medalla de Oro en Europeo sub-18 de 2006
- Mejor Base en Europeo Sub-20 (1): 2008